# Llista d'asteroides/201401-201500
| Nom      | Designació provisional | Data de descobriment   | Lloc de descobriment | Descobridor/s         |
| -------- | ---------------------- | ---------------------- | -------------------- | --------------------- |
| 201401 - | 2002 VE85              | 11 de novembre de 2002 | Kitt Peak            | Spacewatch            |
| 201402 - | 2002 VA89              | 11 de novembre de 2002 | Anderson Mesa        | LONEOS                |
| 201403 - | 2002 VJ89              | 11 de novembre de 2002 | Anderson Mesa        | LONEOS                |
| 201404 - | 2002 VE90              | 11 de novembre de 2002 | Socorro              | LINEAR                |
| 201405 - | 2002 VM95              | 11 de novembre de 2002 | Socorro              | LINEAR                |
| 201406 - | 2002 VZ97              | 12 de novembre de 2002 | Socorro              | LINEAR                |
| 201407 - | 2002 VK118             | 11 de novembre de 2002 | Socorro              | LINEAR                |
| 201408 - | 2002 VL118             | 11 de novembre de 2002 | Socorro              | LINEAR                |
| 201409 - | 2002 VF141             | 13 de novembre de 2002 | Palomar              | NEAT                  |
| 201410 - | 2002 WB                | 16 de novembre de 2002 | Anderson Mesa        | LONEOS                |
| 201411 - | 2002 WY3               | 24 de novembre de 2002 | Palomar              | NEAT                  |
| 201412 - | 2002 WF6               | 24 de novembre de 2002 | Palomar              | NEAT                  |
| 201413 - | 2002 WC14              | 28 de novembre de 2002 | Anderson Mesa        | LONEOS                |
| 201414 - | 2002 XT                | 1 de desembre de 2002  | Socorro              | LINEAR                |
| 201415 - | 2002 XH13              | 3 de desembre de 2002  | Haleakala            | NEAT                  |
| 201416 - | 2002 XV15              | 3 de desembre de 2002  | Palomar              | NEAT                  |
| 201417 - | 2002 XD32              | 6 de desembre de 2002  | Socorro              | LINEAR                |
| 201418 - | 2002 XR33              | 5 de desembre de 2002  | Socorro              | LINEAR                |
| 201419 - | 2002 XE42              | 6 de desembre de 2002  | Socorro              | LINEAR                |
| 201420 - | 2002 XG56              | 9 de desembre de 2002  | Anderson Mesa        | LONEOS                |
| 201421 - | 2002 XA58              | 11 de desembre de 2002 | Socorro              | LINEAR                |
| 201422 - | 2002 XE90              | 14 de desembre de 2002 | Socorro              | LINEAR                |
| 201423 - | 2002 XF116             | 7 de desembre de 2002  | Apache Point         | SDSS                  |
| 201424 - | 2002 YQ7               | 30 de desembre de 2002 | Bohyunsan            | Y.-B. Jeon, B.-C. Lee |
| 201425 - | 2002 YP14              | 31 de desembre de 2002 | Socorro              | LINEAR                |
| 201426 - | 2003 AG14              | 2 de gener de 2003     | Socorro              | LINEAR                |
| 201427 - | 2003 AM28              | 4 de gener de 2003     | Socorro              | LINEAR                |
| 201428 - | 2003 AQ56              | 5 de gener de 2003     | Socorro              | LINEAR                |
| 201429 - | 2003 AH66              | 7 de gener de 2003     | Socorro              | LINEAR                |
| 201430 - | 2003 AK66              | 7 de gener de 2003     | Socorro              | LINEAR                |
| 201431 - | 2003 BZ34              | 27 de gener de 2003    | Socorro              | LINEAR                |
| 201432 - | 2003 BS43              | 27 de gener de 2003    | Socorro              | LINEAR                |
| 201433 - | 2003 BB52              | 27 de gener de 2003    | Socorro              | LINEAR                |
| 201434 - | 2003 BD56              | 28 de gener de 2003    | Haleakala            | NEAT                  |
| 201435 - | 2003 BQ89              | 28 de gener de 2003    | Kitt Peak            | Spacewatch            |
| 201436 - | 2003 DX1               | 21 de febrer de 2003   | Palomar              | NEAT                  |
| 201437 - | 2003 DN19              | 22 de febrer de 2003   | Palomar              | NEAT                  |
| 201438 - | 2003 EQ20              | 6 de març de 2003      | Anderson Mesa        | LONEOS                |
| 201439 - | 2003 EU23              | 6 de març de 2003      | Socorro              | LINEAR                |
| 201440 - | 2003 EU26              | 6 de març de 2003      | Anderson Mesa        | LONEOS                |
| 201441 - | 2003 EE27              | 6 de març de 2003      | Anderson Mesa        | LONEOS                |
| 201442 - | 2003 EQ34              | 7 de març de 2003      | Socorro              | LINEAR                |
| 201443 - | 2003 EO35              | 7 de març de 2003      | Socorro              | LINEAR                |
| 201444 - | 2003 EZ44              | 7 de març de 2003      | Socorro              | LINEAR                |
| 201445 - | 2003 FH15              | 23 de març de 2003     | Catalina             | CSS                   |
| 201446 - | 2003 FM48              | 24 de març de 2003     | Kitt Peak            | Spacewatch            |
| 201447 - | 2003 FQ50              | 25 de març de 2003     | Palomar              | NEAT                  |
| 201448 - | 2003 FE53              | 25 de març de 2003     | Haleakala            | NEAT                  |
| 201449 - | 2003 FY58              | 26 de març de 2003     | Palomar              | NEAT                  |
| 201450 - | 2003 FT63              | 26 de març de 2003     | Palomar              | NEAT                  |
| 201451 - | 2003 FU65              | 26 de març de 2003     | Palomar              | NEAT                  |
| 201452 - | 2003 FJ68              | 26 de març de 2003     | Palomar              | NEAT                  |
| 201453 - | 2003 FV73              | 26 de març de 2003     | Haleakala            | NEAT                  |
| 201454 - | 2003 FM74              | 26 de març de 2003     | Haleakala            | NEAT                  |
| 201455 - | 2003 FU78              | 27 de març de 2003     | Kitt Peak            | Spacewatch            |
| 201456 - | 2003 FX79              | 27 de març de 2003     | Palomar              | NEAT                  |
| 201457 - | 2003 FC92              | 29 de març de 2003     | Anderson Mesa        | LONEOS                |
| 201458 - | 2003 FV96              | 30 de març de 2003     | Kitt Peak            | Spacewatch            |
| 201459 - | 2003 FG97              | 30 de març de 2003     | Kitt Peak            | Spacewatch            |
| 201460 - | 2003 FJ99              | 30 de març de 2003     | Socorro              | LINEAR                |
| 201461 - | 2003 FD101             | 31 de març de 2003     | Anderson Mesa        | LONEOS                |
| 201462 - | 2003 FZ103             | 24 de març de 2003     | Kitt Peak            | Spacewatch            |
| 201463 - | 2003 FC108             | 31 de març de 2003     | Kitt Peak            | Spacewatch            |
| 201464 - | 2003 FV108             | 31 de març de 2003     | Socorro              | LINEAR                |
| 201465 - | 2003 FB119             | 26 de març de 2003     | Anderson Mesa        | LONEOS                |
| 201466 - | 2003 FG120             | 23 de març de 2003     | Kitt Peak            | Spacewatch            |
| 201467 - | 2003 FQ121             | 25 de març de 2003     | Anderson Mesa        | LONEOS                |
| 201468 - | 2003 FL130             | 24 de març de 2003     | Kitt Peak            | Spacewatch            |
| 201469 - | 2003 GQ1               | 1 d'abril de 2003      | Socorro              | LINEAR                |
| 201470 - | 2003 GP17              | 3 d'abril de 2003      | Anderson Mesa        | LONEOS                |
| 201471 - | 2003 GV18              | 4 d'abril de 2003      | Kitt Peak            | Spacewatch            |
| 201472 - | 2003 GZ19              | 5 d'abril de 2003      | Kitt Peak            | Spacewatch            |
| 201473 - | 2003 GV22              | 3 d'abril de 2003      | Anderson Mesa        | LONEOS                |
| 201474 - | 2003 GN27              | 7 d'abril de 2003      | Kitt Peak            | Spacewatch            |
| 201475 - | 2003 GV28              | 4 d'abril de 2003      | Anderson Mesa        | LONEOS                |
| 201476 - | 2003 GS34              | 7 d'abril de 2003      | Kitt Peak            | Spacewatch            |
| 201477 - | 2003 GN37              | 7 d'abril de 2003      | Socorro              | LINEAR                |
| 201478 - | 2003 GT37              | 7 d'abril de 2003      | Palomar              | NEAT                  |
| 201479 - | 2003 GX49              | 10 d'abril de 2003     | Kitt Peak            | Spacewatch            |
| 201480 - | 2003 GF54              | 4 d'abril de 2003      | Kitt Peak            | Spacewatch            |
| 201481 - | 2003 HG1               | 21 d'abril de 2003     | Catalina             | CSS                   |
| 201482 - | 2003 HU4               | 24 d'abril de 2003     | Kitt Peak            | Spacewatch            |
| 201483 - | 2003 HT7               | 24 d'abril de 2003     | Anderson Mesa        | LONEOS                |
| 201484 - | 2003 HC13              | 24 d'abril de 2003     | Anderson Mesa        | LONEOS                |
| 201485 - | 2003 HE20              | 26 d'abril de 2003     | Haleakala            | NEAT                  |
| 201486 - | 2003 HX21              | 27 d'abril de 2003     | Anderson Mesa        | LONEOS                |
| 201487 - | 2003 HA36              | 27 d'abril de 2003     | Anderson Mesa        | LONEOS                |
| 201488 - | 2003 HJ39              | 29 d'abril de 2003     | Socorro              | LINEAR                |
| 201489 - | 2003 HT39              | 29 d'abril de 2003     | Socorro              | LINEAR                |
| 201490 - | 2003 HX51              | 30 d'abril de 2003     | Haleakala            | NEAT                  |
| 201491 - | 2003 HG53              | 30 d'abril de 2003     | Reedy Creek          | J. Broughton          |
| 201492 - | 2003 HZ53              | 24 d'abril de 2003     | Kitt Peak            | Spacewatch            |
| 201493 - | 2003 JL1               | 1 de maig de 2003      | Socorro              | LINEAR                |
| 201494 - | 2003 JM1               | 1 de maig de 2003      | Socorro              | LINEAR                |
| 201495 - | 2003 JO3               | 2 de maig de 2003      | Kitt Peak            | Spacewatch            |
| 201496 - | 2003 JS4               | 1 de maig de 2003      | Kitt Peak            | Spacewatch            |
| 201497 - | 2003 JT17              | 2 de maig de 2003      | Mérida               | I. Ferrin, C. Leal    |
| 201498 - | 2003 KN9               | 25 de maig de 2003     | Reedy Creek          | J. Broughton          |
| 201499 - | 2003 KV18              | 26 de maig de 2003     | Reedy Creek          | J. Broughton          |
| 201500 - | 2003 LV2               | 2 de juny de 2003      | Siding Spring        | R. H. McNaught        |